# Pancho Segura
Pancho "Segoo" Segura' (nascido Francisco Olegario Segura: Guayaquil, 20 de junho de 1921 - Califórnia, 18 de novembro de 2017) foi um tenista profissional equatoriano.